# Château de Gordes
Le château de Gordes est situé au cœur du village, lui-même construit sur un piton rocheux à +/- 300 mètres d'altitude. C'est un ample édifice quadrilatéral à tours d'angle, d'époque Renaissance. Un chemin de ronde en borde les toits et la vue s'étend très loin sur le Comtat Venaissin et toute la vallée d'Apt.
Gordes fait partie du Parc naturel régional du Luberon, dans le département de Vaucluse, région Provence-Alpes-Côte d'Azur.

## Histoire

Plan au sol de la partie la plus visible du château, d'après le plan cadastral de 1956.

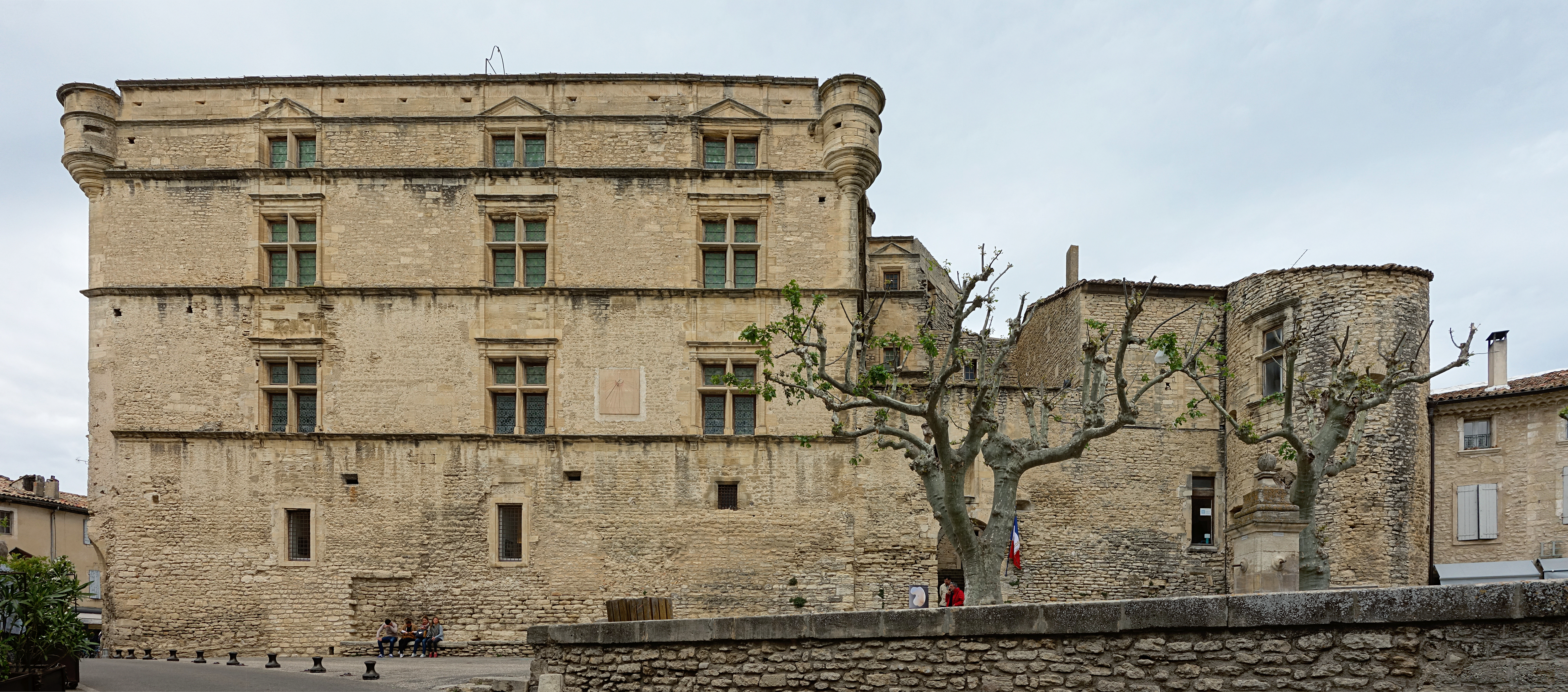
Façade sud du château.

Depuis mille ans, son château couronne le village de Gordes. Guillaume d'Agoult, l'un des premiers ancêtres de cette puissante famille féodale qui couvrit de fortifications tous les villages environnants, le mentionne en 1031. Ses successeurs le renforcent jusqu'à en faire en 1123 un nobile castrum, le seul ainsi dénommé parmi les très nombreux châteaux avoisinants. 
Au milieu du XIVe siècle, comme ailleurs en Provence et au Comtat Venaissin, on augmente le donjon primitif pour disposer de meilleures défenses contre les incursions de Raymond de Turenne, d'Arnault de Servole, et les pillages des Grandes compagnies.
Assiégé, en vain, pendant les Guerres de religion, il fut le fief des marquis de Simiane, puis des ducs de Soubise, et au XVIIIe siècle des princes de Condé.
- Jean-Louis Morand, GORDES : notes d'histoire,

Le château médiéval, bâti en éperon en haut du village, fut reconstruit entre 1525 et 1541 dans le style Renaissance par Bertrand Rambaud de Simiane. Il présente depuis cette époque un double visage : une façade septentrionale encore très château-fort et une façade méridionale très Renaissance. 
Durant les XVIIe et XVIIIe siècles, le château ne paraît avoir subi aucune modification notable, ses propriétaires éloignés se contentant de percevoir les revenus de la seigneurie. 
Vers 1789, les Révolutionnaires s'emparent du château, mais ne le détruisent pas.
Le château fit naguère partie intégrante de la vie gordienne avec l'ouverture d'un café en rez-de-rue, visible sur certaines photos du début du XXe siècle mais supprimé depuis (percements murés).
Le château a été classé monument historique le 4 juillet 1931 et sa tour ronde a été inscrite le 28 octobre 1949. 
Après avoir accueilli de juin 1970 à mars 1996 un musée consacré aux œuvres de Victor Vasarely, il abrite actuellement, outre l'office de tourisme, un musée de peinture consacré à l'œuvre de Pol Mara, artiste belge.
La mairie a été pendant longtemps au premier étage du château, puis, pour bénéficier de plus d'espace, transférée à l'ancien hôtel des Simiane.

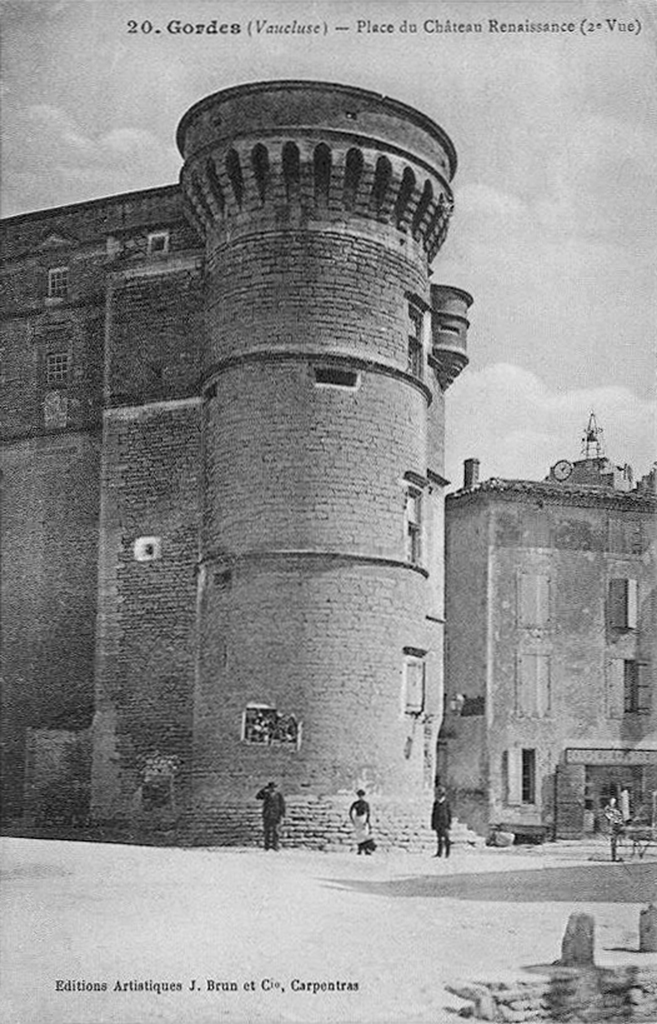
Tour nord-ouest
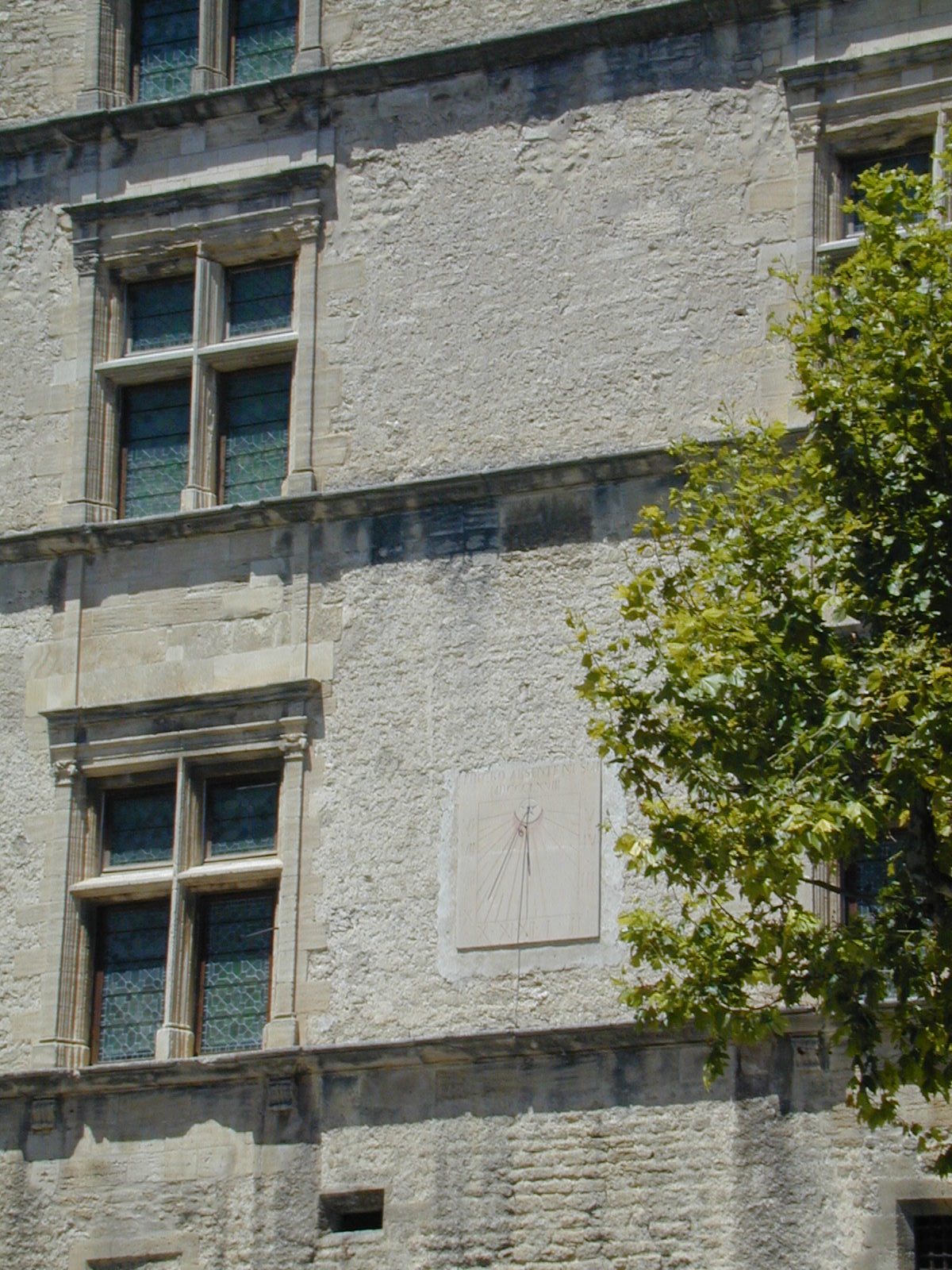
Détail de la façade principale au sud : fenêtres Renaissance à croisillon, cordons et cadran solaire
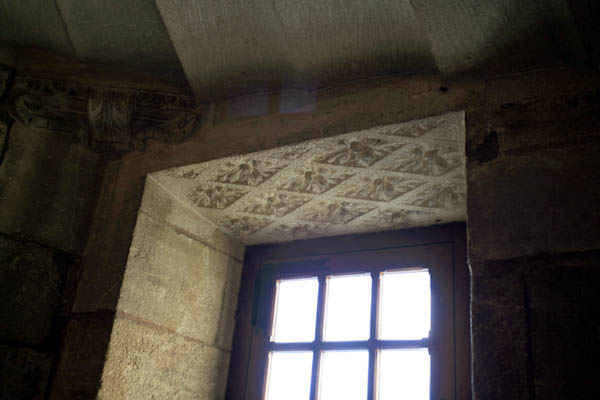
Détail d'un linteau de fenêtre sculpté en sous-face
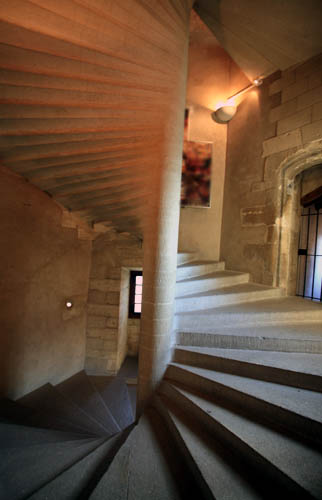
L'escalier principal, à vis

## Monument historique
En plan, le château forme un rectangle allongé, orienté grosso modo est-ouest, avec trois tours d'angle et une quatrième dans le mur long nord. Une large échancrure dans le mur long sud forme une cour carrée séparant la partie occidentale du château de la partie orientale avec ses deux tours d'angle. L'angle sud-ouest ne comporte pas de tour.
La façade nord, austère, de la partie occidentale est flanquée de deux tours rondes à mâchicoulis hautes de 20 m. Elle est percée de deux étages de fenêtres, celles du bas étant à traverse. La couronne de mâchicoulis des tours supporte une terrasse pour l'artillerie.
La façade sud, tournée vers le soleil, de la partie occidentale est flanquée d'échauguettes et percée de deux étages de fenêtres à croisillon et d'un étage de fenêtres à meneau (au dernier niveau). 
Les murs, les tours et les échauguettes comportent des bouches à feu réparties de façon judicieuse. La tour de l'angle sud-est est une tour d'armes avec des bouches à feu et des fenêtres de confort percées tardivement.
Depuis le sommet du château, un immense panorama s'offre à la vue.
Les éléments Renaissance

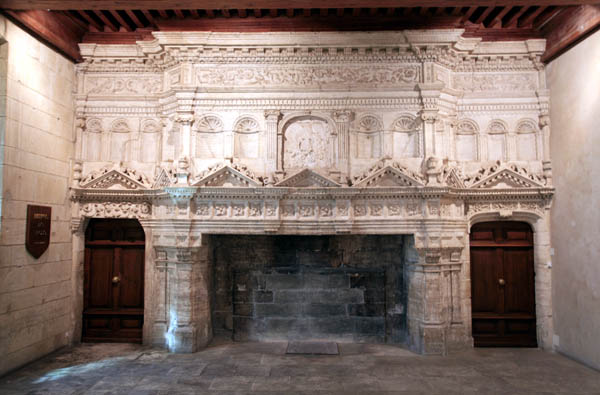
La grande cheminée de la salle du 1er étage.

Le château comporte de nombreux éléments de style Renaissance : portes, fenêtres à croisillon, escaliers et, dans la grande salle du premier étage, une superbe cheminée monumentale portant le millésime 1541 et encadrée de deux portes richement ornementées (longueur de mur à mur : plus de 7 m). Cette date correspondrait à la fin de la reconstruction du château par Bertrand de Simiane. Le décor sculpté de cette cheminée marie frontons, niches, pilastres, entablement et frise. Les treize niches abritaient à l'origine les statuettes des douze apôtres et celle du Christ au centre. Elles furent détruites à la Révolution.
Sur la droite de la façade sud, s'ouvre dans la muraille une porte voûtée en anse de panier donnant dans la cour intérieure. Au fond de la cour, à gauche, la porte d'entrée au décor Renaissance a son fronton et ses pilastres en calcaire tendre usés par l'érosion.
La grande salle du premier étage

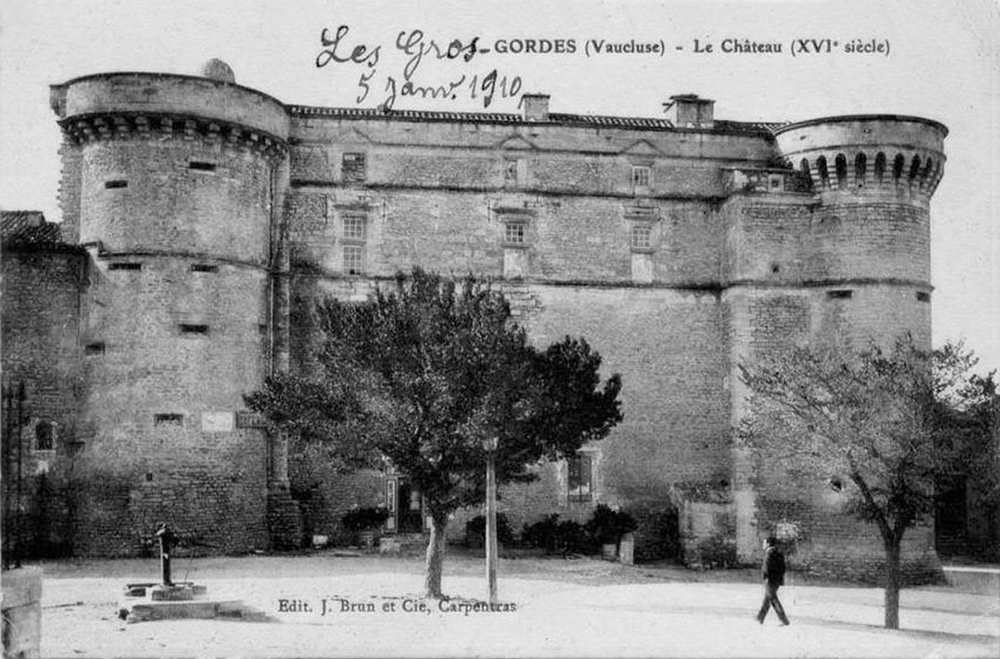
Côté nord du château.

Un large escalier à vis conduit à la grande salle du premier étage. Longue de 23 m et large de 7 m, elle est ornée d'un beau plafond à poutrelles.
Les traces de l'ancien café
Sur certaines cartes postales de la première décennie du XXe siècle on aperçoit les ouvertures de l'ancien café à la base de la muraille entre les tours du côté septentrional.

## Fonction muséographique
À partir du début des années 1970, la notoriété du village de Gordes a été fortement associée à celle de l'œuvre de Victor Vasarely, artiste qui, à la fin des années 1960, avait acheté le château, alors en ruine, pour un franc symbolique et en avait assuré lui-même la restauration.

### Le musée Vasarely
Jusqu'à leur enlèvement définitif et inexpliqué en 1996, 500 œuvres originales de Victor Vasarely constituaient le fonds du « musée didactique Vasarely au château de Gordes », musée créé par l'artiste lui-même en 1970 et premier maillon de la Fondation architectonique d’Aix-en-Provence.

### Le musée Pol Mara
En remplacement du musée Vasarely, le château a abrité, de avril 1996 à 2011, une exposition permanente de 200 œuvres du peintre et dessinateur belge Léopold Leysen dit Pol Mara (1920-1998), un des maîtres du pop art flamand.